# Huernia quinta
Huernia quinta es una especie de plantas de la familia Apocynaceae. Nativa de Sudáfrica en la Provincia de Limpopo y Mpumalanga.

## Descripción
Huernia piersii es una planta suculenta con brotes de color verde grisáceo, erectos o ascendentes, a menudo un poco torcidos, relativamente gruesos que alcanza un tamaño de unos 7 cm de alto y cerca de 2 cm de espesor en promedio. En sección transversal,  de 4 a 5 surcos acanalados y densamente cubiertas con verrugas de color sucio-crema de aproximadamente 4 mm de largo. Las rudimentarias hojas son duras, de color blanquecino y persistentes. La inflorescencia con dos o tres flores que están abiertas simultáneamente. Los sépalos  de 5 x 1,5 mm. La corola tiene un diámetro de  2 a 3,5 cm, por lo general entre 2,5 y 3 cm. Se trata de una caldera en forma de  llanta con esquinas ligeramente dobladas. Dentro de la flor es de color blanco o casi blanco, el tubo de la corola está moteado con puntos rojos que en la apertura pentagonal del tubo tiene unas concéntricas líneas rojas. El diámetro del tubo es de 0,7 y 1 cm. La punta es triangular y puntiaguda.  La corona es de color crema a marrón claro, a veces con puntos marrones. Mide 3-4 mm de diámetro y 4-5 mm de altura. Los lóbulos de corona son dentados y más bien cortos. Las polinias son de color marrón con una zona más oscura.

## Taxonomía
Huernia quinta fue descrita por (E.Phillips) A.C.White & B.Sloane y publicado en The Stapelieae ... 3: 885. 1937.